# Peter Weir
Pour les articles homonymes, voir Weir.
 (juin 2013).
Si vous disposez d'ouvrages ou d'articles de référence ou si vous connaissez des sites web de qualité traitant du thème abordé ici, merci de compléter l'article en donnant les références utiles à sa vérifiabilité et en les liant à la section « Notes et références ».
Peter Weir [ˈpiːtə ˈwɪə], né le 21 août 1944 à Sydney, est un réalisateur, scénariste et producteur australien.
Il est notamment connu pour avoir réalisé les films Pique-nique à Hanging Rock, Le Cercle des poètes disparus et The Truman Show.

## Biographie

### Jeunesse
Après un bref passage à l'Université de Sydney et un premier voyage à Londres qui lui permet de rencontrer sa future femme, Peter Weir exerce différents petits métiers pour la télévision. À partir de 1967, il travaille pour la chaîne ATN-7 de Sydney où il réalise ses deux premiers courts-métrages Count Vim's Last Exercise et The Life and Flight of Reverend Buckshotte.

### Carrière
En 1971, il reçoit le grand prix de l'Australian Film Institute pour le moyen-métrage humoristique Homesdale. Pendant toute cette période il tourne aussi plusieurs documentaires pour le Commonwealth Film Unit.
Son premier long métrage, en 1974, Les Voitures qui ont mangé Paris, est un mélange de film d'horreur, de thriller et de fantastique. Son deuxième film Pique-nique à Hanging Rock est un énorme succès en Australie. C'est un film quasi-onirique sur la mystérieuse disparition d'un groupe de jeunes filles en 1900 à Hanging Rock. On retrouve un peu la même atmosphère dans son film suivant La Dernière Vague qui traite des interactions entre les cultures aborigène et européenne sur fond d'enquête sur un meurtre.
Gallipoli (1981) est un film de guerre plus direct et spectaculaire sur une bataille de la Première Guerre mondiale. Mel Gibson y tient l'un des deux rôles principaux. On retrouve Mel Gibson accompagné de Sigourney Weaver dans L'Année de tous les dangers en 1982. Peter Weir y aborde le thème de la découverte initiatique d'un monde étranger, qui revient dans plusieurs de ses œuvres (ici l'Indonésie à la veille d'un coup d'État en 1965).
À la suite du succès international rencontré par ses derniers films, Peter Weir part poursuivre sa carrière aux États-Unis avec Witness en 1985 et Mosquito Coast l'année suivante, deux films avec Harrison Ford dans des rôles inhabituels pour lui. Witness - sur la communauté Amish - est récompensé par le César du meilleur film étranger et huit citations aux Oscars américains.
Le Cercle des poètes disparus avec Robin Williams est un important succès populaire en 1989 et Green Card (1990) avec Gérard Depardieu et Andie MacDowell lui permet d'aborder la comédie romantique. Son film suivant État second (Fearless) en 1993 où un survivant à un accident d'avion (Jeff Bridges) réévalue sa vie, est une déception au box-office.
Le succès populaire et critique revient avec The Truman Show (1998) où Jim Carrey est, en vérité, prisonnier d'un programme de téléréalité.
En 2003, il a réalisé Master and Commander : De l'autre côté du monde, une épopée navale avec Russell Crowe, qui est acclamé par la critique.
Après une longue absence, il revient en 2011 à la réalisation avec Les Chemins de la liberté, l'adaptation d'un roman autobiographique de Sławomir Rawicz. Le film revient sur l'emprisonnement de soldats au Goulag en Sibérie durant la Seconde Guerre mondiale.

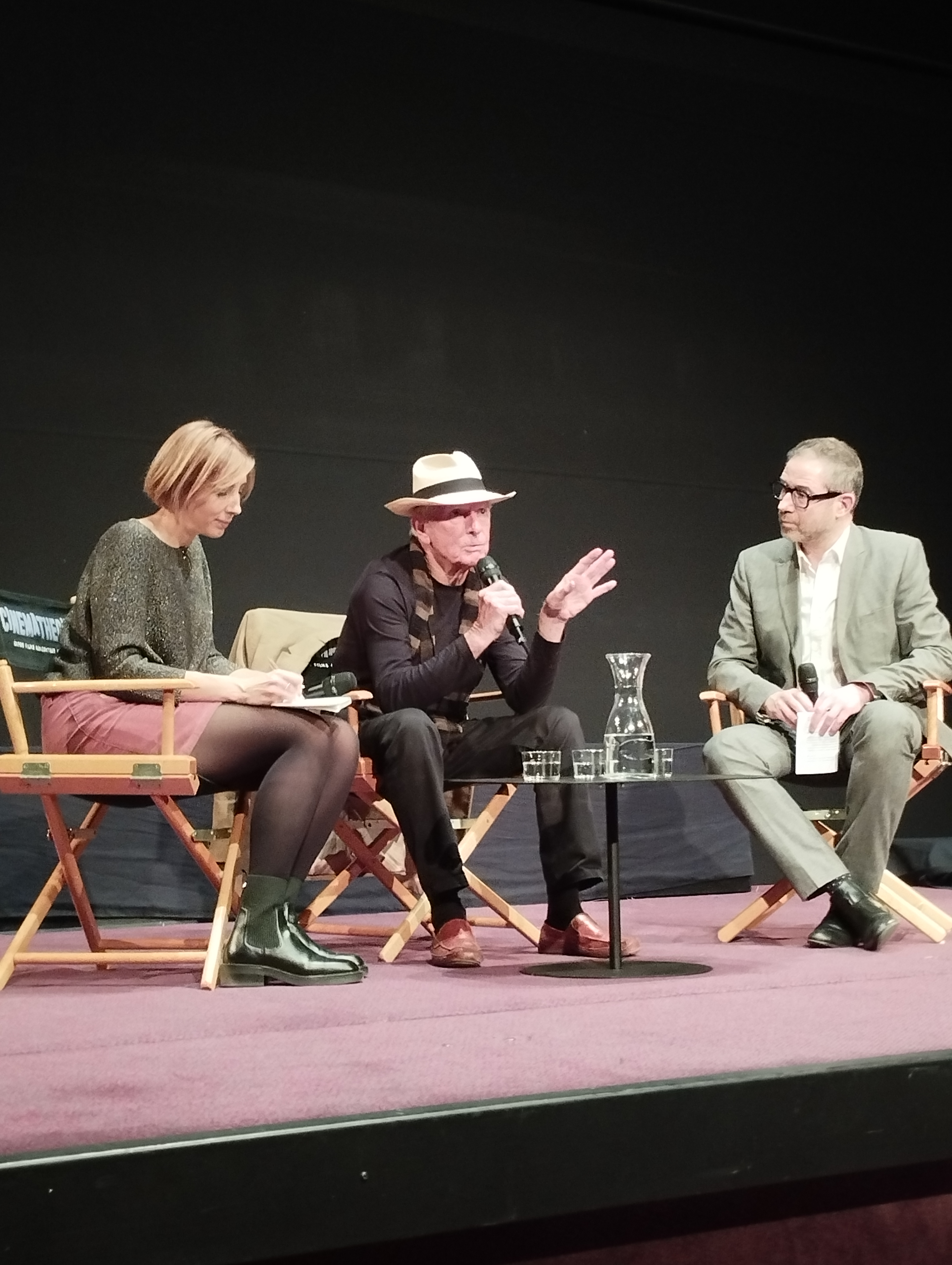
Peter Weir lors d'une classe de maître ayant suivi la projection de The Truman Show à la Cinémathèque française, le 16 mars 2024.

En 2013, il est le président du jury du 32e Festival international du film d'Istanbul.
En mars 2024, il est l'invité d'honneur de la 11e édition du Festival de la Cinémathèque française, naguère appelé « Toute la mémoire du monde », durant lequel il présente nombre de séances et assure deux classes de maître. À cette occasion, il annonce avoir décidé en 2020 de prendre sa retraite de réalisateur.

#### Récompenses
Il a été nommé six fois aux Oscars.
Le 13 décembre 2010, Frédéric Mitterrand lui remet les insignes d'officier dans l'ordre des Arts et des Lettres.
À l'été 2024, il reçoit un Lion d'or d'honneur à la 81e Mostra de Venise.

## Filmographie

### Réalisateur

#### Cinéma
Courts et moyens métrages
- 1971 : Homesdale (moyen métrage)
- 1971 : Three to Go - segment Michael

Longs métrages
- 1974 : Les Voitures qui ont mangé Paris (The Cars That Ate Paris)
- 1975 : Pique-nique à Hanging Rock (Picnic at Hanging Rock)
- 1977 : La Dernière Vague (The Last Wave)
- 1981 : Gallipoli
- 1982 : L'Année de tous les dangers (The Year of Living Dangerously)
- 1985 : Witness
- 1986 : Mosquito Coast (The Mosquito Coast)
- 1989 : Le Cercle des poètes disparus (Dead Poets Society)
- 1990 : Green Card
- 1993 : État second (Fearless)
- 1998 : The Truman Show
- 2003 : Master and Commander : De l'autre côté du monde (Master and Commander: The Far Side of the World)
- 2011 : Les Chemins de la liberté (The Way Back) (également producteur)

#### Télévision
- 1969 : Man on a Green Bike
- 1976 : Luke's Kingdom (feuilleton)
- 1979 : Le Plombier (The Plumber)

### Scénariste
- 1971 : Homesdale (court métrage) de lui-même
- 1971 : Three to Go - segment Michael de lui-même
- 1973 : The Very Best of 'The Aunty Jack Show' (TV) de Maurice Murphy
- 1973 : The Aunty Jack Show (série télévisée) - saison 2, épisodes 2, 4 et 6
- 1974 : Les Voitures qui ont mangé Paris (The Cars That Ate Paris) de lui-même
- 1977 : La Dernière Vague (The Last Wave) de lui-même
- 1979 : Le Plombier (The Plumber) (téléfilm)
- 1981 : Gallipoli de lui-même (histoire)
- 1982 : L'Année de tous les dangers (The Year of Living Dangerously) de lui-même
- 1990 : Green Card de lui-même
- 2003 : Master and Commander : De l'autre côté du monde (Master and Commander: The Far Side of the World) de lui-même
- 2011 : Les Chemins de la liberté (The Way Back) de lui-même[4]

## Distinctions

### Récompenses
- Festival international du film fantastique d'Avoriaz 1978 : prix spécial du jury pour La Dernière Vague[5]
- Australian Film Institute Awards 1981 : meilleur réalisateur pour Gallipoli
- Hochi Film Awards 1985 : meilleur film étranger pour Witness
- Kinema Junpo 1986 : meilleur film étranger pour Witness
- Blue Ribbon Awards 1986 : meilleur film étranger pour Witness
- Australian Film Institute Awards 1990 : prix Raymond Longford
- BAFTA 1990 : meilleur film pour Le Cercle des poètes disparus
- Prix David di Donatello 1990 : meilleur film étranger pour Le Cercle des poètes disparus
- Césars 1991 : meilleur film étranger pour Le Cercle des poètes disparus
- Prix du cinéma européen 1998 : prix Screen International du film non-européen de l'année pour The Truman Show
- Festival du film de Hambourg : prix Douglas Sirk
- BAFTA 1999 : meilleur réalisateur pour The Truman Show
- London Film Critics Circle Awards 1999 : réalisateur de l'année pour The Truman Show
- Florida Film Critics Circle Awards 1999 : meilleur réalisateur pour The Truman Show
- Australian Directors Guild Awards 2001 : prix pour l'ensemble de sa carrière
- Australian Screen Directors Awards 2001 : prix pour l'ensemble de sa carrière
- BAFTA/LA Britannia Awards 2003 : prix John Schlesinger pour son excellence artistique
- Camerimage 2003 : prix spécial du meilleur duo "réalisateur et chef opérateur" partagé avec Russell Boyd
- Critics Choice Awards 2004 : prix honorifique
- BAFTA 2004 : meilleur réalisateur pour Master and Commander : De l'autre côté du monde
- London Film Critics Circle Awards 2004 : scénariste de l'année pour Master and Commander : De l'autre côté du monde, partagé avec John Collee
- Governors Awards 2022 : Oscar d'honneur

### Nominations et sélections
- Australian Film Institute Awards 1978 : meilleur réalisateur et meilleur scénario original pour La Dernière Vague
- Saturn Awards 1980 : meilleur réalisateur pour La Dernière Vague
- Australian Film Institute Awards 1983 : meilleur réalisateur, meilleur scénario adapté et prix du jury pour L'Année de tous les dangers
- Oscars 1986 : meilleur réalisateur pour Witness
- BAFTA 1986 : meilleur film pour Witness
- Oscars 1990 : meilleur réalisateur pour Le Cercle des poètes disparus
- BAFTA 1990 : meilleur réalisateur pour Le Cercle des poètes disparus
- Oscars 1991 : meilleur scénario original pour Green Card
- Argentinean Film Critics Association Awards 1991 : Condor d'argent du meilleur film étranger pour Le Cercle des poètes disparus
- BAFTA 1992 : meilleur scénario original pour Green Card
- Berlinale 1994 : en compétition pour l'Ours d'or pour État second (Fearless)
- Saturn Awards 1999 : meilleur réalisateur pour The Truman Show
- Australian Film Institute Awards 1999 : meilleur film étranger pour The Truman Show
- Chicago Film Critics Association Awards 1999 : meilleur réalisateur pour The Truman Show
- Oscars 1999 : meilleur réalisateur pour The Truman Show
- Oscars 2004 : meilleur réalisateur et meilleur film pour Master and Commander : De l'autre côté du monde
- BAFTA 2004 : meilleur film pour Master and Commander : De l'autre côté du monde
- Chicago Film Critics Association Awards 2004 : meilleur réalisateur pour Master and Commander : De l'autre côté du monde
- Prix David di Donatello 2004 : meilleur film étranger pour Master and Commander : De l'autre côté du monde
- London Film Critics Circle Awards 2004 : réalisateur de l'année pour Master and Commander : De l'autre côté du monde

### Décoration
- 2010 : officier de l'ordre des Arts et des Lettres